# 郭家住宅
郭家住宅（かくけじゅうたく）は、和歌山県和歌山市に所在する歴史的建築物。洋館などが日本国の重要文化財に登録されている。

## 概要

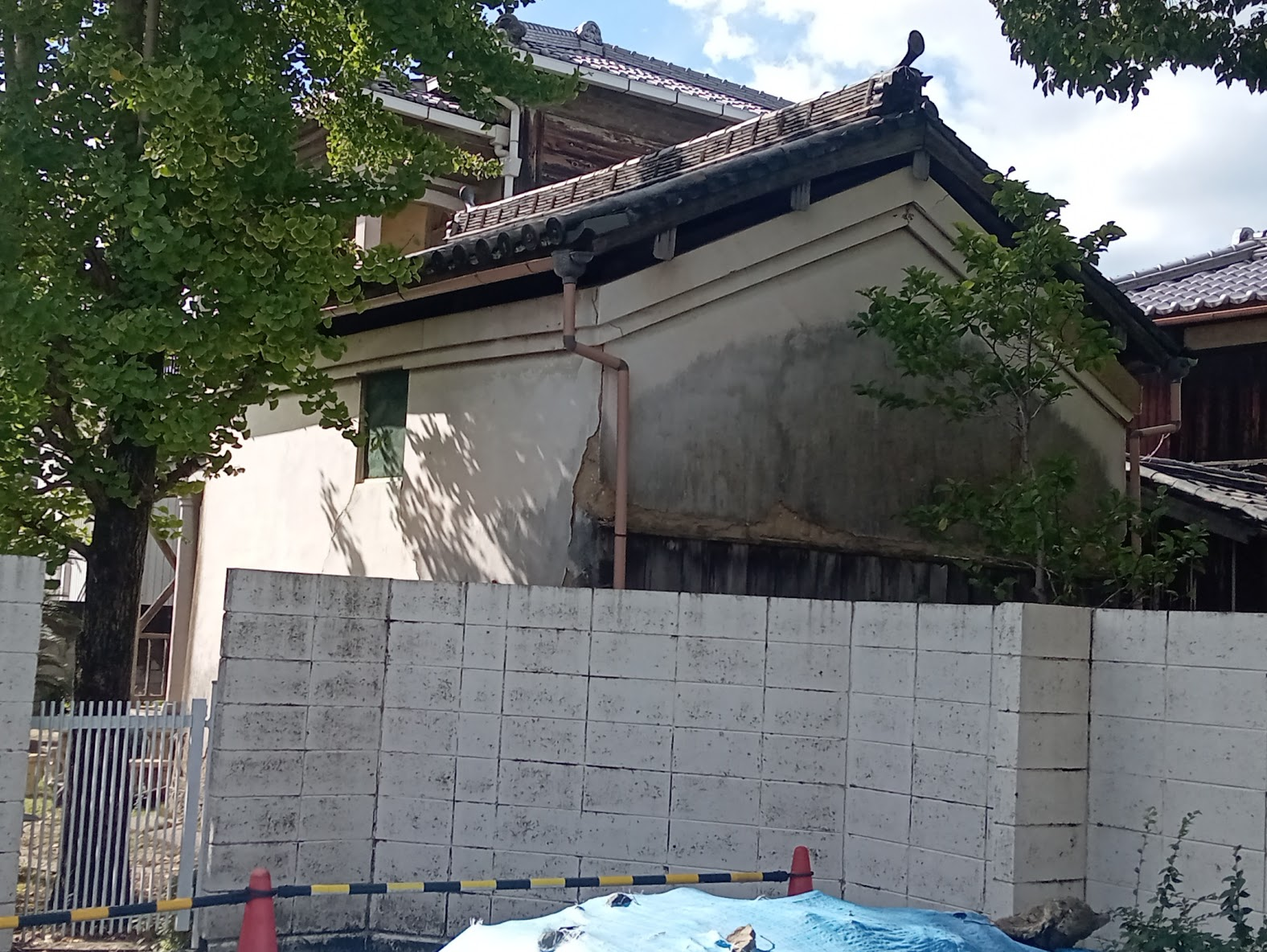
東土蔵
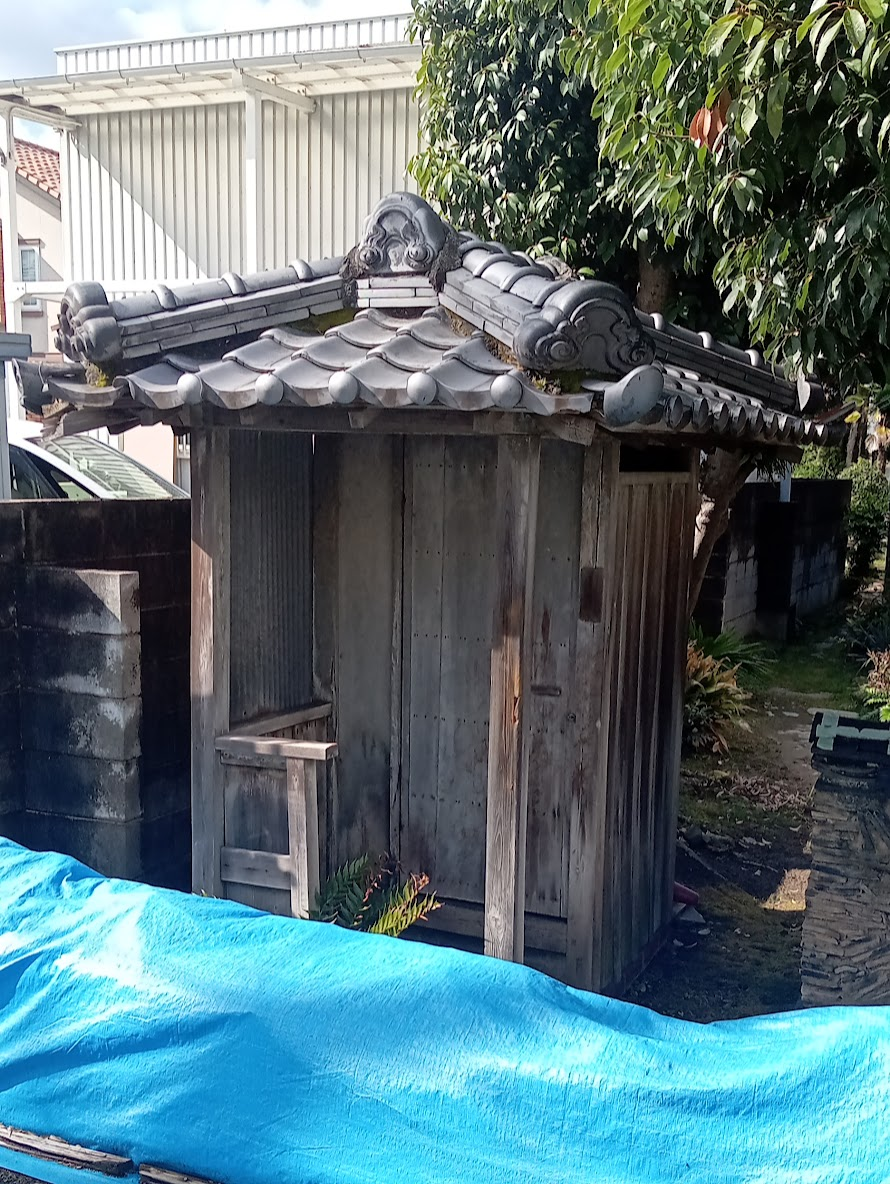
外便所

紀州藩の御典医であった郭家が、和歌山城下に建てた自宅兼民間医院。敷地には、薬局と待合室を兼ねた洋館をはじめ、診察棟、座敷、離れ、土蔵などが残る。2024年 (令和6年) 8月15日、以下が国の重要文化財となる。
洋館
1877年 (明治10年) 建築。擬洋風建築の木造2階建寄棟造、桟瓦葺き、建築面積50.64m2。正面１、２階のベランダに円柱を立て、アーチとその上部に小壁のスパンドレルを飾る擬洋風の典型的な意匠。
診察棟
1877年建築、木造、建築面積52.13m2、桟瓦葺
座敷
1881年建築、木造、建築面積69.10m2、桟瓦葺
離れ
1891年建築、木造、建築面積21.84m2、二階建、桟瓦葺
米蔵
江戸時代末期建築、土蔵造、建築面積28.58m2、本瓦葺
東土蔵
1891年建築、土蔵造、建築面積18.17m2、二階建、本瓦葺
表門及び石塀
1925年 (大正14年) 建築。表門は石造、両脇潜門付。石塀は石造、延長16.1メートル、桟瓦葺
南土蔵
建築面積26.35平方メートル、二階建、桟瓦葺
外便所
1925年建築、木造、建築面積1.77m2、桟瓦葺
風呂
1907年建築、木造、建築面積9.91m2、金属板葺
- 東土蔵
- 外便所

## 交通アクセス
- JR西日本和歌山駅よりバス、堀止バス停より徒歩6分。